# Halisarca
Halisarca is een geslacht van sponsdieren uit de klasse van de Demospongiae (gewone sponzen).

## Soorten
- Halisarca ascidiarum Carter, 1886
- Halisarca australiensis Carter, 1885
- Halisarca bassangustiarum Carter, 1881
- Halisarca caerulea Vacelet & Donadey, 1987
- Halisarca cerebrum Bergquist & Kelly, 2004
- Halisarca dujardinii Johnston, 1842 = Weke balletjesspons
- Halisarca ectofibrosa Vacelet, Vasseur & Lévi, 1976
- Halisarca ferreus Bergquist & Kelly, 2004
- Halisarca harmelini Ereskovsky, Lavrov, Boury-Esnault & Vacelet, 2011
- Halisarca korotkovae Ereskovsky, 2007
- Halisarca laxus (Lendenfeld, 1889)
- Halisarca magellanica Topsent, 1901
- Halisarca melana de Laubenfels, 1954
- Halisarca metabola de Laubenfels, 1954
- Halisarca metschnikovi Lévi, 1953
- Halisarca nahantensis Chen, 1976
- Halisarca pachyderma Lévi, 1969
- Halisarca purpura Little, 1963
- Halisarca restigaensis Alvizu, Diaz, Bastidas, Rützler, Thacker & Marquez, 2013
- Halisarca rubitingens Carter, 1881
- Halisarca sacra de Laubenfels, 1930
- Halisarca tesselata Carter, 1886